# 이명서
이명서(李--, 1821년 ~ 1866년 12월 13일)는 조선의 천주교 박해 때에 순교한 한국 천주교의 103위 성인 중에 한 사람이다. 세례명은 베드로(Petrus)이다.

## 생애
이명서는 1820년에 충청도에 있는 대대로 천주교를 믿는 가정에서 태어났다. 그는 여러 곳을 떠돌다가 전라도 전주 부근의 성지동 교우촌에 정착했다. 그는 결혼하여 여러 명의 자녀를 두었고, 독실한 신앙생활을 하였다. 그 주변의 모든 사람들이 그를 사랑하고 존경하였다. 이명서는 결핵을 앓고 있었음에도 불구하고, 그의 성품은 언제나 침착하고 온화했다.
1866년 병인년에 박해가 발발하여 전라도에서는 성지동과 대성동의 교우촌이 가장 먼저 피해를 입게 되었다. 12월 5일, 그는 조화서 조윤호 부자와 정원지 등과 함께 체포되었지만, 잠깐 자신이 천주교인이라는 것을 부인했다. 잠시 후에 그는 뉘우치고 포졸들에게 자신이 천주교인이라는 것을 자백했다. 포졸들은 그의 가택에 숨겨져 있는 서적들을 수색했다. 이명서는 그들에게 자신은 교리를 읽어서 배운 것이 아니라 들어서 배운 것이라고 말했다. 그는 포졸들 앞에서 천주경과 성모송을 암송하였다.
조화서는 이명서에게 중병을 이유로 피신을 권유했고, 이명서는 포졸들에게 자신이 결핵을 앓고 있으므로 풀어달라고 간청했다. 그들 중 가장 나이 든 포졸이 그를 풀어주었다. 다음날 아침 또 다른 무리의 포도대가 이명서를 체포하였고 누가 그에게 교리를 가르쳤나고 물었다. 그는 자신의 아버지가 자신을 가르쳤다고 답했다.
이명서는 전주 감영으로 압송되었고 배교를 강요받았다. 감영에서는 특히 병자인 이명서가 배교시키기 쉬울 것이라 여겨 가장 먼저 신문과 혹형 및 고문을 가했다. 그는 굴복하지 않고 이렇게 말했다. "제가 50번을 넘게 죽는다고 하여도, 하느님을 믿을 것입니다." 그는 교우가 있는 곳을 발설하기 역시 거부하며 극심한 고문을 받았다. 감옥에 있는 교우들은 고문과 배고픔으로 몸이 약해졌지만, 용감히 모든 고난을 견뎠다. 그들은 함께 기도하였다. 사형장으로 향하는 길에, 그들은 모두 마침내 천국으로 가고 있다며 행복해 하였다. 이명서는 그 주변의 사람들에게 자신도 순교 후 곧바로 천국으로 갈 것이라고 말했다. 구경하던 비천주교인들 조차도 그의 행복한 언행과 용기에 감복하였다. 1866년 12월 13일, 마침내 이명서는 46세의 나이로 전주 숲정이에서 참수되므로 순교하였다.

## 시복 · 시성
이명서 베드로는 1968년 10월 6일에 로마 성 베드로 대성당에서 교황 바오로 6세가 집전한 24위 시복식을 통해 복자 품에 올랐고, 1984년 5월 6일에 서울특별시 여의도에서 한국 천주교 창립 200주년을 기념하여 방한한 교황 요한 바오로 2세가 집전한 미사 중에 이뤄진 103위 시성식을 통해 성인 품에 올랐다.

## 참고 문헌
- 가톨릭 사전: 이명서 보관됨 2015-04-02 - 웨이백 머신
- Catholic Bishop's Conference Of Korea. 103 Martryr Saints: 이명서 베드로 Petrus Yi Myong-so